# Virgil Thomson
Pour les articles homonymes, voir Thomson.
Œuvres principales
- The Plow that Broke the Plains (suite)
- Symphonie on a Hymn Tune
- Arcadian Songs and Dances
- Four Saints in Three Acts

Virgil Thomson (né le 25 novembre 1896 à Kansas City (Missouri) – mort le 30 septembre 1989 à New York) est un critique et compositeur américain.

## Biographie
Virgil Thomson est très souvent associé à Aaron Copland. Pendant ses études à l’université Harvard, il a été influencé par les travaux d’Erik Satie. Alors qu’il vit à Paris en 1921, Thompson étudie avec la compositrice française Nadia Boulanger,. Lors d'un second séjour à Paris, de 1925 à 1940, il est influencé par le Groupe des Six, notamment : Darius Milhaud, Francis Poulenc, Arthur Honegger et Georges Auric,. Dans les années 1930, il compose pour le théâtre et pour le cinéma en collaboration étroite, pour les livrets, avec Gertrude Stein. En 1949, il est lauréat du prix Pulitzer de musique grâce à sa composition pour le film Louisiana Story. Thomson a reçu le prix Kennedy Center Honors en 1983. Il a également reçu le prix National Medal of Arts en 1988 du président Ronald Reagan,. À la fin de sa vie, Thomson devient une sorte de mentor et de figure paternelle pour la nouvelle génération de compositeurs tonaux parmi lesquels Ned Rorem, Paul Bowles et Leonard Bernstein, qui forment un cercle partageant les mêmes inclinations musicales.
Au-delà de son rôle professionnel, c'est une figure forte de l'histoire de la musique occidentale. C'est notamment dans le cercle fermé de son appartement à New York que se rencontrent Igor Stravinsky et Pierre Boulez en 1952.

## Œuvres
- Three Pictures for Orchestra, 1947-1952.
- Five Songs from William Blake, 1951.
- Concerto pour flûte, cordes, harpe et percussion : A Portrait of Roger Baker, 1954.
- Concerto pour violoncelle et orchestre, 1950.
- Crossing Brooklyn Ferry, sur des poèmes de Walt Whitman, 1958, arrangé en 1961.
- Mass, 1960, arrangé en 1962.
- The Feast of Love, d'après le Pervigilium Veneris, 1964.
- Cantata on Poems of Edward Lear, 1973-1974.
- Eleven Portraits for Orchestra, 1981-1982.

### Symphonies
- Symphony on a Hymn Tune, 1928.
- Symphonie no 2 en ut majeur, 1931, révisée en 1941.
- Symphonie no 3, 1972.

### Opéras
- Four Saints in Three Acts, livret de Gertrude Stein, 1928.
- The Mother of Us All, livret de Gertrude Stein, 1947.
- Lord Byron, livret de Jack Larson, 1966-1968.

### Pour le piano
- Nine Portraits for Piano, 1930-1969 :
  1. Madame Dubost chez elle  (1930)
  2. Russell Hitchcock, Reading  (1930)
  3. Ettie Stettheimer  (1935)
  4. Helen Austin at Home and Abroad  (1935)
  5. A French Boy of Ten: Louis Lange  (1938)
  6. Pastoral: A Portrait of Tristan Tzara  (1940)
  7. Awake or Asleep: Pierre Mabille  (1940)
  8. Prisoner of the Mind: Schuyler Watts  (1942)
  9. For Eugene Ormandy’s Birthday, 18 November 1969:
  10. A Study in Stacked-Up Thirds  (1958, rev. 1969)
- Nine Etudes for Piano, 1940-1951.

### Musique de chambre
- Quatuor à cordes no 1, 1931, révisé en 1957.
- Quatuor à cordes no 2, 1931, révisé en 1957.
- Four Portraits, pour violoncelle et piano, arrangé en 1942 par Luigi Silva :
  1. Bugles and Birds (Pablo Picasso)  (1940)
  2. Tango Lullaby (Flavie Alvarez de Toledo)  (1940)
  3. In a Bird Cage (Lise Deharme)  (1940)
  4. Fanfare for France (Max Kahn)  (1940)

### Ballets
- Filling Station, chorégraphie de Lew Christensen, 1937.
- Parson Weems and the Cherry Tree, chorégraphie d'Erick Hawkins, 1975.

### Musiques de films
- The Plow that Broke the Plains Suite, arrangé en 1936.
- Louisiana Story Suite, film de Robert Flaherty, 1948.
- La Déesse, 1958

## Publications
Parmi les publications de Virgil Thomson figurent les livres suivants :
- The State of Music, New York, Morrow, 1940.
- The Musical Scene, New York, A. A. Knopf, 1945.
- The Art of Judging Music, New York. A. A. Knopf, 1948.
- Music, Right and Left, New York. Henry Holt and Co., 1951.
- Virgil Thomson, New York. Alfred A. Knopf, 1966.
- American Music Since 1919, New York, Holt Rinehart and Winston, 1971.
- A Virgil Thomson Reader, Boston, Haughton and Mifflin, 1981.
- Music With Words: A Composer's View, New Haven, Yale University Press, 1989.